# وحشت ۱۸۱۹ (کتاب)
وحشت ۱۸۱۹: واکنش‌ها و سیاست‌ها (به انگلیسی: The Panic of 1819: Reactions and Policies) کتابی است که در سال ۱۹۶۲ توسط موری روتبارد نوشته شده و به اولین بحران بزرگ اقتصادی ایالات متحده آمریکا می‌پردازد. این کتاب بر اساس پایان‌نامه دکترای اقتصاد او در دانشگاه کلمبیا در اواسط دهه ۱۹۵۰ است.

## خلاصه
در طول قرن نوزدهم، برخی از ناظران بر این باور بودند که وحشت از خود سیستم اقتصادی سرچشمه می‌گیرد، زیرا این رویداد را نمی‌توان به آسانی به هیچ رویداد خاصی نسبت داد با این حال، روتبارد بیان می‌کند که وحشت ۱۸۱۹ ناشی از تحولات مربوط به جنگ ۱۸۱۲ و رونق پس از جنگ بعد از آن بود. وقوع جنگ، تجارت خارجی را خفه کرد و باعث رشد تولید داخلی شد که برای پر کردن تقاضای وارداتی که قبلاً تأمین می‌شد، رشد کرد. دولت برای تأمین مالی جنگ وام‌های زیادی گرفت. روتبارد می‌گوید که این وام‌های زیاد منجر به گسترش اعتبار شد که به نوبه خود منجر به افزایش قیمت‌ها شد. کتاب روتبارد روایتی از این وقایع را ارائه می‌دهد.